# Polychlorierte Terphenyle

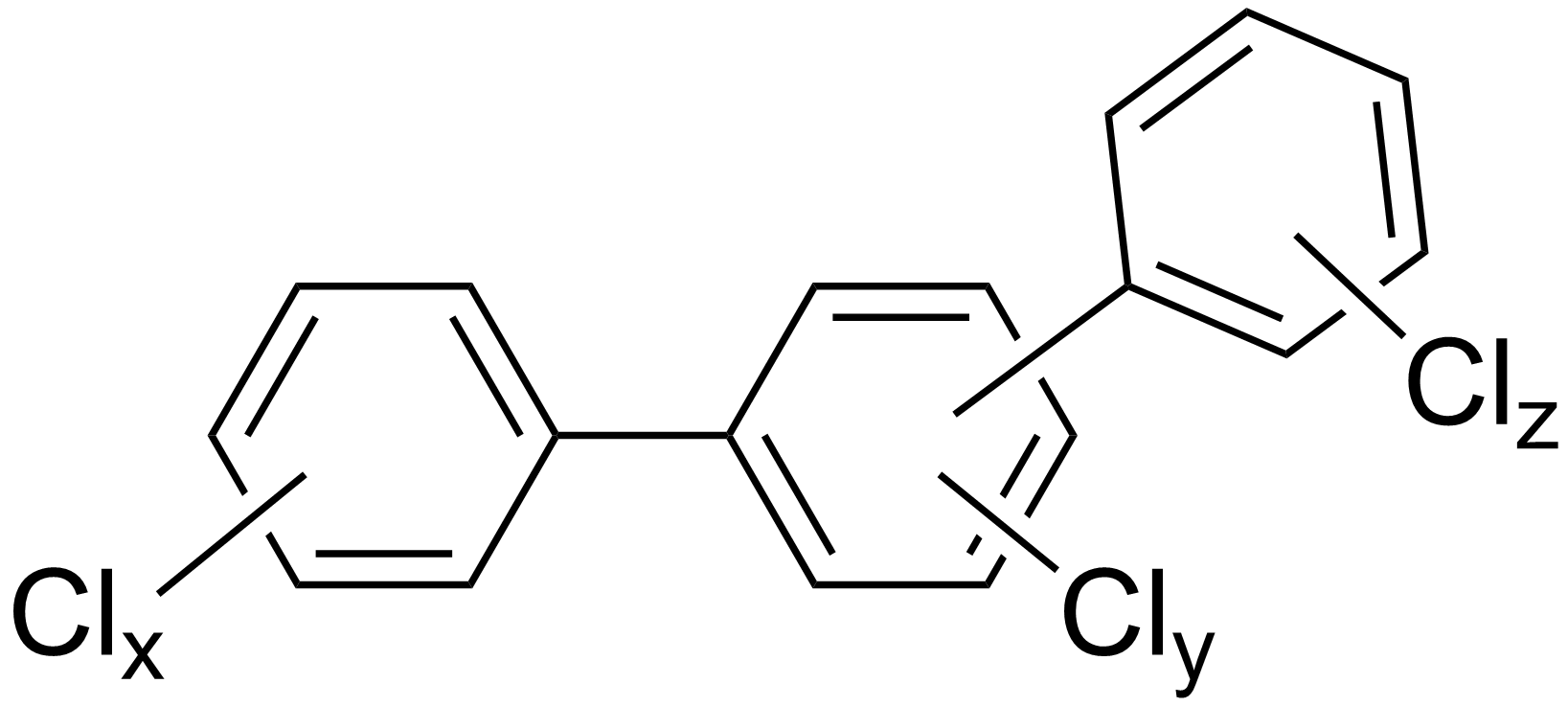
Generelle chemische Struktur von polychlorierten Terphenylen (0≤x≤5 und 0≤y≤4 und 0≤z≤5)

Polychlorierte Terphenyle (PCT) sind eine Gruppe chlorierter Derivate von Terphenylen mit der allgemeinen Summenformel C18H14−nCln. Sie sind nahe verwandt mit polychlorierten Biphenylen (PCB) und haben ähnliche chemische Eigenschaften. Sie weisen eine sehr geringe elektrische Leitfähigkeit, eine hohe Hitzestabilität und eine große Resistenz gegenüber Basen und starken Säuren auf. Sie sind nicht entflammbar und in Wasser praktisch unlöslich.
PCT ist eine Stoffgruppe von schwer abbaubaren chlorierten aromatischen Verbindungen. Diese Stoffe reichern sich in der Nahrungskette an und können zu erheblichen Gesundheits- und Umweltschäden führen. Es existieren 8557 Kongenere für mono- bis perchlorierte Strukturen: 3239 ortho-, 3279 meta- sowie 2039 para-Terphenyle. Sie wurden als Wärmeübertrager, als Weichmacher, als Schmieröl und als Flammschutzmittel eingesetzt. Die Herstellung und Verwendung wurde aufgrund von Umwelt- und Sicherheitsbedenken eingestellt.
Am 10. Februar 1989 wurde in der Bundesrepublik Deutschland die Herstellung, Inverkehrbringung und Verwendung von gesundheitsschädigenden Stoffen mit polychlorierten Terphenylen (PCT) verboten. 
Im Zuge der Harmonisierung der Rechtsvorschriften der Mitgliedsstaaten der Europäischen Gemeinschaft (EG) wurde im September 1996 die Richtlinie 96/59/EG des Rates über die Beseitigung polychlorierter Biphenyle (PCB) und polychlorierter Terphenyle (PCT) verabschiedet mit dem Ziel einer Angleichung der Rechtsvorschriften der Mitgliedstaaten über die kontrollierte Beseitigung des Abfalls und der Dekontaminierung.
In der Bundesrepublik Deutschland wurde mit der Verabschiedung der „Verordnung über die Entsorgung polychlorierter Biphenyle, polychlorierter Terphenyle sowie halogenierter Monomethyldiphenylmethane (PCB/PCT-Abfallverordnung – PCBAbfallV)“ vom 26. Juni 2000 die EU-Richtlinie umgesetzt. 
Der internationale Handel mit PCT ist im Rotterdamer Übereinkommen geregelt und seit dem 24. Februar 2004 in Kraft.